# 4 Brygada Zmechanizowana (Bundeswehra)
4 Brygada Zmechanizowana (4 Brygada Grenadierów Pancernych) (niem. Panzergrenadierbrigade 4) – zmechanizowany związek taktyczny Bundeswehry.
W okresie zimnej wojny Brygada wchodziła w skład 2 Dywizji Zmechanizowanej i przewidziana była do działań w pasie Centralnej Grupy Armii.

## Struktura organizacyjna
| Organizacja PzGrenBrig 4 w 1989 | Organizacja PzGrenBrig 4 w 1989    | Organizacja PzGrenBrig 4 w 1989 |
| Godło                           | Pododdział                         | Miejsce stacjonowania           |
| ------------------------------- | ---------------------------------- | ------------------------------- |
|                                 | dowództwo brygady                  | Getynga-Geismar                 |
|                                 | 41 batalion grenadierów pancernych | Getynga-Geismar                 |
|                                 | 42 batalion grenadierów pancernych | Kassel-Wilhelmshöhe             |
|                                 | 43 batalion grenadierów pancernych | Getynga-Geismar                 |
|                                 | 44 batalion pancerny               | Getynga-Geismar                 |
|                                 | 45 batalion artylerii              | Getynga-Geismar                 |